# عبد الكريم الهاروني
 عبد الكريم الهاروني ولد في 17 ديسمبر 1960 في المرسى، هو سياسي تونسي وقيادي في حركة النهضة، ورئيس مجلسها الشوري منذ 11 يونيو 2016.

بعد الثورة التونسية، تقلد منصب وزير النقل في حكومة حمادي الجبالي وعلي العريض بين 2011 و2014، وهو أحد مؤسسي الاتحاد العام التونسي للطلبة وأمينه العام في أواخر الثمانينات.

## السيرة الذاتية
درس عبد الكريم الهاروني في معهد قرطاج للرئاسة الثانوي، ثم تابع تعليمه في المدرسة الوطنية للمهندسين بتونس حيث تحصل على شهادة في الهندسة المعمارية. ناضل الهاروني منذ شبابه في حركة الاتجاه الإسلامي وكان من مؤسسي الاتحاد العام التونسي للطلبة الذي اختير كأول أمين عام له في مؤتمره المنعقد في أفريل 1985 وأعيد انتخابه في المؤتمر الثاني في ديسمبر 1986. اعتقل الهاروني على خلفية نشاطه السياسي والطلابي سنوات 1981 و1986 و1987 و1990 ومرة أخيرة عام 1991 ليحاكم أمام محكمة عسكرية قضت بسجنه مدى الحياة. أطلق سراحه عام 2007 بعفو رئاسي بعد قضاءه قرابة 15 عاما في الحبس الانفرادي. فاز بأحد مقاعد دائرة تونس 1 على قائمة حركة النهضة في انتخابات المجلس الوطني التأسيسي صحبة أبو يعرب المرزوقي ويمينة الزغلامي وهاجر عزيز. عين في 24 ديسمبر 2011 وزيرا للنقل في حكومة حمادي الجبالي ثم في 13 مارس 2013 في نفس المنصب في حكومة علي العريض وفي الأثناء ترك مكانه في المجلس التأسيسي للحبيب بريبش. 
انتخب عبد الكريم الهاروني في 11 يونيو 2016 رئيسا لمجلس شورى حركة النهضة خلفا لفتحي العيادي وذلك إثر المؤتمر العاشر.

## مقالات ذات صلة
- حركة النهضة (تونس)
- الاتحاد العام التونسي للطلبة

## روابط خارجية
- السيرة الذاتية لعبد الكريم الهاروني على موقع مرصد المجلس الوطني التأسيسي التابع لمنظمة البوصلة.